# Synagoga chasydów z Dzikowa w Łańcucie
Synagoga chasydów z Dzikowa w Łańcucie – nieistniejąca chasydzka synagoga znajdująca się w Łańcucie, naprzeciw głównej synagogi.
Synagoga została założona na początku XX wieku przez chasydów z Dzikowa, zwolenników cadyków z rodu Horowitzów. Podczas II wojny światowej hitlerowcy zburzyli synagogę. Po zakończeniu wojny nie została odbudowana.